# Serio
Der Serio ist ein Fluss in der Lombardei in Italien. Seine Quelle liegt auf 2.500 m Höhe am Passo del Serio zwischen dem Monte Torena (2.911 m) und dem Pizzo del Diavolo della Malgina (2.926 m) in der Nähe der Gemeinde Valbondione. Die dortigen dreistufigen Wasserfälle des Serio gelten als die zweithöchsten Italiens. Er durchquert die Provinzen von Bergamo und Cremona, an seinem Ufer liegt der Flughafen Orio al Serio nahe der Stadt Bergamo sowie die Stadt Crema. Südlich von Montodine mündet er in die Adda, deren Wasser über den Po das Adriatische Meer erreicht.